# Krążowniki liniowe typu G3
Krążowniki liniowe typu G3 – typ krążowników liniowych projektowanych dla Royal Navy po zakończeniu I wojny światowej w odpowiedzi na programy rozbudowy sił morskich Stanów Zjednoczonych i Japonii. Cztery okręty tego typu miały być większe, szybsze i silniej uzbrojone od każdej istniejącej wówczas jednostki tej klasy (choć w planach innych flot znajdowały się większe okręty). Zostały sklasyfikowane jako „krążowniki liniowe” w porównaniu do projektowanych równolegle pancerników typu N3, od których miały być szybsze, przy mniejszej sile ognia i słabszym pancerzu. Okręty typu G3 miały zostać uzbrojone w dziewięć dział kal. 406 mm (16 cali) i osiągać prędkość maksymalną 32 węzłów, podczas gdy okręty typu N3 planowano wyposażyć w działa kal. 457 mm (18 cali) przy tej samej wyporności, kosztem prędkości maksymalnej. Oficjalnie klasyfikowane jako „krążowniki liniowe” okręty typu G3 uznawane są także za „szybkie pancerniki”.
Projekt jednostek typu G3 został zaaprobowany przez Radę Admiralicji 12 sierpnia 1921 roku. Zamówienia na nie zostały złożone na przełomie października i listopada, ale już w listopadzie, wraz z rozpoczęciem konferencji waszyngtońskiej, która ograniczyła wyścig zbrojeń morskich, budowa została wstrzymana. Kontrakty zostały anulowane w lutym 1922 roku po ratyfikacji traktatu waszyngtońskiego, który ograniczył wyporność nowo budowanych okrętów liniowych do 35 000 ts.

## Tło projektu
W 1916 roku Stany Zjednoczone ogłosiły program znacznej rozbudowy US Navy (plan „second to none”). Kongres zatwierdził budowę dużej liczby pancerników i krążowników liniowych. W końcowym okresie I wojny światowej japoński rząd także zadeklarował potrzebę dużej rozbudowy sił morskich. W tym czasie w Wielkiej Brytanii ograniczenia budżetowe związane z udziałem w I wojnie światowej spowodowały, że następcami przedwojennych pancerników typu Queen Elizabeth były wolniejsze i tańsze pancerniki typu Revenge. Plany budowy dwóch kolejnych, ulepszonych jednostek typu Revenge zostały zarzucone na korzyść dwóch krążowników liniowych typu Renown w ramach pospiesznej rozbudowy w czasie wojny. Jedynymi nowymi dużymi jednostkami liniowymi (ang. capital ships), których stępki położono w czasie wojny, były krążowniki liniowe typu Admiral. Ich projekt został jednak zakwestionowany przez doświadczenia wojenne, szczególnie wydarzenia bitwy jutlandzkiej w 1916 roku. Budowa trzech jednostek tego typu została anulowana, jedynie „Hood” został ukończony według zmodyfikowanych planów.
Plany amerykańskie zostały opóźnione przez potrzeby wojenne, gdy moce produkcyjne stoczni skierowano na budowę mniejszych jednostek. Pomimo tego analizy Admiralicji stwierdzały, że na początku lat 20. XX wieku Royal Navy zostanie prześcignięta przez US Navy w sile flot liniowych. Brytyjczycy mieli jednak dostęp do niemieckich technologii, dzięki badaniom pancernika „Baden”, który został uratowany z samozatopienia niemieckiej floty w Scapa Flow, mieli także bogate doświadczenia wojenne. Końcowe wnioski zawierały sugestię, by nowe jednostki dorównywały prędkością amerykańskim krążownikom liniowym typu Lexington, po których spodziewano się, że osiągną 32 węzły. W związku z tym przygotowano serię projektów, których wyporność wahała się od 53 100 ton do 44 500 ton. Ich jedynym ograniczeniem były rozmiary dostępnych doków brytyjskich stoczni oraz Kanału Sueskiego. Projekty te otrzymały oznaczenia literowe od „K” do „G” o kolejności przeciwnej do alfabetycznej. Projekty pancerników rozważanych w tym samym czasie otrzymały oznaczenie alfabetyczne od „L” w górę zgodne z kolejnością alfabetyczną.
Pierwsze dwie propozycje projektów, „K2” i „K3” miały ogólny układ podobny do „Hooda”, ale były uzbrojone w osiem oraz dziewięć dział kal. 457 mm (18 cali) w czterech podwójnych lub trzech trójdziałowych wieżach artyleryjskich. Oznaczenie projektów pochodziło od liczby dział w wieżach. Okręty te miały być bardzo duże, o wyporności od 52 000 do 53 100 ton, miały osiągać prędkość jedynie 30 węzłów i mogłyby być dokowane jedynie w dwóch dostępnych miejscach: ex-niemieckim doku pływającym oraz w jednym doku stoczni w Liverpoolu. „J3”, kolejna propozycja, miała o 10 000 ton mniejszą wyporność, gdyż zredukowano główne uzbrojenie do dziewięciu dział kal. 381 mm (15 cali) o długości luf 50 kalibrów. Zmniejszono także główny pancerz poziomy do 102 mm (4 cali). Tak znaczna redukcja wyporności spowodowała, że okręt mógł być zadokowany wszędzie tam, gdzie mógł być dokowany „Hood” oraz możliwe było jego przejście przez kanały Sueski i Panamski. Projekt „I3” przedstawiał inny sposób na zmniejszenie wagi, zakładając koncentrację głównego uzbrojenia na śródokręciu z wieżą „X” umieszczoną pomiędzy przednią nadbudówką i kominami. W konsekwencji oszczędności zostały okupione dodatkową wagą kadłuba i maszynowni, na skutek czego okręty miały projektowaną wyporność tylko trochę mniejszą niż „K3”. Ich przewagą było to, że mogły zostać zadokowane w Rosyth i Portsmouth oraz przejść przez oba kanały, gdyby Kanał Sueski został pogłębiony. Główną wadą takiego rozwiązania była martwa strefa ostrzału artylerii głównej w kierunku rufy, o kącie nie mniejszym niż 40°. Oceniono kilka wariacji projektu „H3” ze zredukowaną liczbą wież artylerii głównej. W projekcie „H3a” obie wieże zostały przesunięte na dziób przed nadbudówkę, podczas gdy w projekcie „H3b” jedna znajdowała się na dziobie, a jedna za przednią nadbudówką. „H3c” zachował układ „H3b”, ale umieszczono wieże o jeden pokład niżej. Pozwoliło to na zaoszczędzenie 1250 ton z 45 000 ton projektu „H3b”. Wszystkie trzy projekty „H3” miały planowaną prędkość maksymalną 33 węzłów, ale zredukowanie liczby dział artylerii głównej było przyjmowane z niechęcią, więc został zgłoszony projekt „G” z trzema potrójnymi wieżami, uzbrojony w działa kal. 420 mm (16,5 cala), by zaoszczędzić na masie.
Ten projekt został zaakceptowany pod koniec 1920 roku, ale wprowadzano nadal zmiany i ostatecznie projekt sfinalizowano na początku 1921 roku, wraz ze zmniejszeniem mocy maszynowni z 180 000 do 160 000 shp oraz kalibrem dział zredukowanym z 16,5 do 16 cali (406 mm).

## Opis konstrukcji
Projekt G3 wprowadzał kilka nowinek do typowego projektu okręty ery drednotów, bądź przynajmniej do typowego brytyjskiego projektu takiego okrętu. Najbardziej widoczną zmianą była koncentracja wież artylerii głównej przed mostkiem i strefą siłowni, nadająca okrętom kształt nieco podobny do zbiornikowca. Ponieważ planowano, że okręty typu G3 będą używać istniejących doków, projekt taki pozwalał projektantom na utrzymanie długości jednostki, jak i ciężaru pancerza, na minimalnym możliwym poziomie. Skutkująca takim układem wada braku możliwości prowadzenia ognia w kierunku rufy została uznana za mniej istotną ze względu na to, że okręty były przeznaczone do walki przy wykorzystaniu salw burtowych. W związku z takim układem artylerii jednostki typu G3 i N3 miały być wyposażone w nadbudówki z mostkiem umieszczone za pierwszymi dwiema wieżami. To z kolei umożliwiało lepsze i bardziej stabilne usytuowanie systemów kontroli ognia, mocno polepszało warunki pracy załogi i zabezpieczało przed wpływem złej pogody.

### Ogólne charakterystyki okrętów
Krążowniki liniowe typu G3 miały być znacząco większe od swoich poprzedników – typu Admiral. Ich wyporność normalna miała wynosić 48 400 ts, a głęboka 53 909 ts, ponad 8000 ton więcej niż starsze okręty. Miały mieć długość całkowitą 260,9 m, szerokość 32,3 m i zanurzenie 11 m przy wyporności głębokiej. Wysokość metacentryczna miała wynosić 2,4 m przy wyporności pełnej. Okręty miały posiadać podwójne dno na całej długości kadłuba.

### Napęd
Krążowniki miały być wyposażone w cztery zespoły turbin parowych z przekładniami, umieszczone w trzech pomieszczeniach maszynowni, z których każdy miał napędzać jedną śrubę. W przedniej miały się znajdować dwie turbiny dla śrub zewnętrznych. Środkowy przedział miał zawierać turbinę dla wewnętrznej śruby lewoburtowej, tylna maszynownia miała zawierać turbinę dla wewnętrznej śruby prawoburtowej. Turbiny miały być napędzane parą wytwarzaną przez 20 kotłów wodnorurkowych typu Yarrow z rurkami o małym przekroju, o ciśnieniu roboczym 200 psi, rozdzielonych pomiędzy dziewięć kotłowni. Łączna moc siłowni miała wynosić 160 000 shp, prędkość maksymalna 32 węzły.
Przy maksymalnym zapasie 5000 ton paliwa płynnego i użyciu turbin marszowych o mocy 22 000 shp, okręty miały osiągać zasięg maksymalny 7000 mil morskich przy prędkości ekonomicznej 16 węzłów. Instalacja elektryczna miała być zasilana przez sześć turbogeneratorów po 250 kW i dwa generatory wysokoprężne po 300 kW.

### Uzbrojenie
Umieszczenie głównego uzbrojenia w trzydziałowych wieżach było nowością w Royal Navy, chociaż brytyjskie firmy były zaangażowane w produkcję wież tego rodzaju dla innych flot. Wybór działa strzelającego relatywnie lżejszymi pociskami wystrzeliwanymi z większą prędkością wylotową został zapożyczony z niemieckich rozwiązań. Było to raczej sprzeczne z poprzednimi brytyjskimi działami takimi jak BL 15-inch Mark I o długości lufy 42 kalibrów, którego podstawowym założeniem konstrukcyjnym było strzelanie cięższymi pociskami z mniejszą prędkością wylotową.
Projekt G3 zakładał uzbrojenie okrętów w dziewięć dział BL 16-inch Mark I, kalibru 406 mm, o długości luf 45 kalibrów umieszczonych w trzech trzydziałowych, hydraulicznie napędzanych wieżach Mark I, oznaczonych jako „A”, „B” i „X” od dziobu w kierunku rufy. Działa miały kąt podniesienia od -3 do 40°. Zapas amunicji miał wynosić 116 pocisków na działo. Miały wystrzeliwać pociski o masie 929 kg, a donośność miała wynosić 35 000 m przy maksymalnym podniesieniu i prędkości wylotowej 810 m/s. Okręty miały mieć artylerię średniego kalibru złożoną z szesnastu dział BL 6-inch Mk XXII kal. 152 mm, umieszczonych w dwudziałowych wieżach ustawionych w superpozycji zamiast w kazamatach. Było to pierwsze tego typu umieszczenie dział na brytyjskim dużym okręcie od czasu pancerników typu Lord Nelson z 1904 roku. Cztery wieże miały być umieszczone w pobliżu przedniej nadbudówki, cztery kolejne na rufie. Przednie wieże miały dysponować zapasem 150 pocisków na działo, tylne 110 pocisków na działo. Działa miały mieć kąt podniesienia od -5 do +60° i strzelać pociskami o masie 45 kg z prędkością wylotową 898 m/s. Ich maksymalny zasięg miał wynosić 23 600 m przy podniesieniu 45 stopni, przy szybkostrzelności pięć strzałów na minutę.
Artyleria przeciwlotnicza miała składać się z sześciu dział uniwersalnych QF 4.7-inch Mk VIII kal. 120 mm. Ich kąt podniesienia można było zmieniać od -5 do +90°. Strzelały pociskami burzącymi o masie 23 kg z prędkością wylotową 749 m/s i szybkostrzelnością ośmiu do dwunastu strzałów na minutę. Działa miały maksymalną donośność pionową 9800 m, ale ich zasięg efektywny był znacznie mniejszy. Planowano, że okręty będą przenosić maksymalnie 256 pocisków na każde działo. Okręty miały także otrzymać cztery ośmiolufowe podstawy dla dział 2-funtowych Mk VIII (kal. 40 mm, znanych jako pom-pomy), dwie w rejonie kominów, dwie na rufie. Na każdą lufę przewidziano zapas 1300 pocisków. Działo strzelało pociskami o masie 0,91 kg na odległość 3500 m przy prędkości wylotowej 590 m/s. Szybkostrzelność była równa około 96-98 pocisków na minutę.
Podobnie jak w poprzednich typach brytyjskich krążowników liniowych, także i na najnowszym typie planowano zastosować parę podwodnych, strzelających na burty, wyrzutni torpedowych. Ich przedziały były umieszczone przed magazynami ładunków wieży „A” na pokładzie dolnym. Zapas torped kal. 622 mm miał wynosić sześć w czasie pokoju, etat wojenny przewidywał osiem sztuk. Torpedy Mark I miały głowice zawierającą 337 kg TNT. Można je było wystrzeliwać z dwiema nastawami prędkości: przy prędkości 35 węzłów dawało to zasięg 15 000 jardów (ok. 13 700 m), przy prędkości 30 węzłów zasięg wzrastał do 20 000 jardów (ok. 18 300 m).

### Kontrola ognia
Działa artylerii głównej krążowników typu G3 miały być kierowane przez trzy stanowiska kontroli ognia. Główny dalocelownik planowano zamontować na szczycie przedniej nadbudówki, kolejny w opancerzonym pomieszczeniu na szczycie wieży dowodzenia, trzeci zaś na rufie. Każda wieża artyleryjska głównego kalibru dysponować miała własnym dalmierzem o bazie 41 stóp (12,5 m), umieszczony w opancerzonym pomieszczeniu na dachu wieży. Uzbrojenie średniego kalibru miało być kierowane także przez trzy stanowiska kontroli ognia: dwa zainstalowane po obu stronach mostka, trzecie na rufie. Działa przeciwlotnicze miały być naprowadzane na cel przez system kierowania ogniem przeciwlotniczym HACS (ang. High Angle Control System) zamontowany na samym szczycie przedniej nadbudówki. Każda podstawa pom-pomów miała mieć swoje własne stanowisko kontroli ognia, na rufie znajdować się miał dalmierz służący do pomiaru pułapu celu. Dwa dalmierze dla wyrzutni torpedowych o podstawie 15 stóp (4,6 m) miały być umieszczone po bokach kominów.

### Pancerz
Okręty typu G3 miały być pierwszymi brytyjskimi drednotami używającymi układu all or nothing. Pancerz średniej grubości okazał się być w czasie I wojny światowej bezużyteczny w zabezpieczaniu przed pociskami ciężkich kalibrów, postanowiono więc, by najważniejsze części okrętu (tzw. witalia) były zabezpieczone pancerzem o największej możliwej grubości, a cała reszta okrętu miała pozostać nieopancerzona. System ten był stosowany na amerykańskich pancernikach począwszy od jednostek typu Nevada. Jednak system ten wymagał, by cytadela pancerna miała wystarczający zapas pływalności, by utrzymać jednostkę stabilnie na wodzie nawet jeżeli reszta kadłuba odniosłaby uszkodzenia w boju.
Burtowy pas pancerny miał mieć maksymalną grubość 356 mm (14 cali) i być nachylony pod kątem 18° na zewnątrz. Zwiększało to relatywną grubość pancerza w przypadku ostrzału horyzontalnego – prowadzonego z bliskiej odległości, jednak działo się to kosztem zredukowania relatywnej wysokości pasa pancernego, co zwiększało niebezpieczeństwo trafienia pociskiem nad lub poniżej chronionej nim części burty. Pas miał mieć długość ponad 159 m i rozciągać się od przedniej krawędzi barbety wieży „A” do końca rufowych magazynów amunicyjnych dział kal. 152 mm. Wysokość pasa wynosić miała 4,3 m, z których 1,4 m znajdować się miało poniżej konstrukcyjnej linii wodnej. Jedynie pierwsze 78,9 m pasa pancernego miało mieć grubość maksymalną, na pozostałej długości chciano zastosować pas o grubości 305 mm (12 cali). W rejonie głównych magazynów amunicyjnych opancerzenie burty miało być wzmocnione dodatkowym pasem grubości 102 mm (4 cali) i wysokości 91 cm (3 stóp), znajdującym się poniżej pasa głównego, nachylonym pod kątem 36°. Miał być on wykonany ze stali o zwiększonej wytrzymałości na rozciąganie i miał zabezpieczać przed przedostaniem się do magazynów pocisku w przypadku silnego kołysania kadłuba przy wysokich prędkościach. Cytadela pancerna miała być zamknięta od dziobu i rufy grodziami poprzecznymi o grubościach odpowiednio 305 i 254 mm. Przedłużeniem głównego pasa w kierunku dziobu miał być dodatkowy pas o długości 14 m i grubości malejącej ze 152 do 57 mm.
Kominy i ciągi wentylacyjne kotłowni miały być zabezpieczone skrzynią pancerną o długości 35,4 m (116 stóp), która miała na celu powstrzymanie pocisków wystrzelonych zza rufy okrętu przed dotarciem do magazynów wieży „X”. Płyty pancerne skrzyni miały być nachylone pod kątem 21°, a ich grubość osiągała maksimum (305 mm) w pobliżu magazynów amunicyjnych, w kierunku rufy była stopniowo redukowana do 102 mm. Pokład pancerny miał mieć taką samą długość jak pas na linii wodnej i być nachylony pod kątem 2,5° w kierunku burt, by zetknąć się z górną krawędzią głównego pasa burtowego. Maksymalną grubość 203 mm miał mieć w pobliżu barbety wieży „A”, zmniejszać swoją grubość nad środkową kotłownią i dalej zmniejszać się do 102 mm nad tylną maszynownią i kotłownią. Jego grubość miała być miejscowo powiększona do 180 mm w rejonie rufowych magazynów amunicyjnych dział artylerii średniej. W kierunku dziobu pokład pancerny był przedłużany nad przedziałem torpedowym, gdzie osiągał grubość 203 mm, zmniejszającą się następnie do 152 mm. W kierunku rufy miał być przedłużony o 32,5 m i mieć grubość malejącą od 127 do 76 mm na ostatnich 8,3 m.
Czołowe ściany wież artylerii głównej miały mieć grubość 445 mm (17,5 cala), boczne 229 do 330 mm (9 do 13 cali), dach miał mieć 203 mm grubości. Grubość barbet miała sięgać od 279 do 356 mm i być tak zaaranżowana, by minimalizować ryzyko niebezpieczeństwa przebicia. Pancerz wieży dowodzenia miał mieć grubość 229 do 305 mm, a ciąg komunikacyjny do głównego pokładu 203 mm. Stanowisko kontroli ognia na szczycie wieży dowodzenia miały być zabezpieczone przez pancerz o grubości 76 do 127 mm.
Bąble przeciwtorpedowe na jednostkach typu G3 miały być zaprojektowane tak, by w założeniu wytrzymać eksplozję głowicy torpedy o masie 340 kg. Składać się miały z pustej przestrzeni zewnętrznej, wewnętrznej przestrzeni zwiększającej pływalność oraz grodzi torpedowej, która wykonana miała być się z dwóch warstw wysokoelastycznej stali o grubości 22 mm. Gródź miała być umieszczona 4,1 m (13,5 stopy) do wewnątrz od burty okrętu. Na „Hoodzie” zastosowano system zaślepionych rur, które miały być zmiażdżone w momencie wybuchu. Powojenne testy przeprowadzone na replice systemu G3 pokazały, że system polegający na wypełnieniu przestrzeni zwiększającej pływalność wodą, w porównaniu do systemu z rurami był tak samo efektywny, a ważył mniej. Zastosować miano specjalny system tłoczenia sprężonego powietrza, by wydmuchać wodę z przestrzeni zwiększającej pływalność i postawić okręt na równej stępce w ciągu 15 minut po otrzymaniu dwóch trafień torpedami. Okrętowe podwójne dno miało zaczynać się na głębokości 1,5 do 2,1 m.

## Budowa i jej przerwanie
Cztery krążowniki liniowe typu G3 zostały zamówione w październiku-listopadzie 1921 roku, nie określono ich nazw. Jednak z powodu konferencji waszyngtońskiej, mającej na celu ograniczenie wyścigu zbrojeń morskich, 18 listopada 1921 roku zawieszono budowę. Zamówienia anulowano w lutym 1922 roku, ponieważ traktat waszyngtoński zakazał budowy jednostek większych niż 35 000 ton wyporności. Pomimo tego, że jednostki zostały zamówione, nigdy nie położono ich stępek.
Wiele szczegółowych rozwiązań projektowych zostało później zastosowanych na dwóch pancernikach typu Nelson, które były określane jako „skrócone G3”. W rzeczywistości okręty typu Nelson otrzymały oznaczenie projektowe „O3”, kolejne w sekwencji po pancernikach „N3”, jednak użyto dział przeznaczonych dla typu G3 ze względów ekonomicznych i by spełnić traktatowe wymogi w zakresie ograniczenia kalibru artylerii głównej do 406 mm.